# Strana žen (Izrael)
Strana žen (hebrejsky מפלגת הנשים‎, Mifleget ha-našim) byla malá politická strana v Izraeli, která kandidovala ve volbách do Knesetu v roce 1977, ale neprošla přes volební práh.

## Pozadí
Stranu založila před volbami v roce 1977 Marcia Freedman.
Freedman byla v 8. Knesetu poslankyní Knesetu za Rac.
Členy Strany žen byly: Rut Raznik, Techija Bat Oren, Nurit Gilat, Eti Ben Ziv, Amalia Bergmann, Rachel Ostrovic a další.
Strana však získala pouze 5 674 hlasů, nepřekročila 1% volební práh a následně zanikla. Freedman se začala věnovat charitě, v roce 1979 pomohla založit ženské centrum a v roce 1981 se vrátila do Spojených států.